# Camino al amor
Camino al amor est une telenovela argentine diffusé en 2014 sur Telefe,,,.

## Acteurs et personnages
- Sebastián Estevanez : Rocco Colucci
- Mariano Martínez : Vitto Colucci
- Carina Zampini : Malena Menendez
- Juan Darthés : Ángel Rossi/ Colucci
- María Eugenia Suárez : Pía Arriaga
- Sol Estevanez : Gina Colucci /Linares
- Betiana Blum : Amanda Rossi
- Silvia Kutika : Lilian Vilas
- Sofía Reca : Lupe Silva
- Rodolfo Bebán : Armando  Colucci
- Tina Serrano : Nelly Menendez
- Hector Calori : Benjamín Linares
- Roberto Vallejos : Camilo
- Eva De Dominicci : Valentina Rossi/Colucci
- Pablo Martínez : Polo Pereira
- Matías Desiderio : Fernando Suarez
- Josefina Scaglione : Florencia
- Hernán Estevanez : El Mencho
- Mariano Argento : Alfonso Arriaga
- Fernanda Metilli : Marilina
- Alejandro Porro : Tomas Suarez
- Narella Clausen : Wendy

## Diffusion internationale
- Telefe
- Telefe Internacional
- Monte Carlo TV